# Liste des films soviétiques sortis en 1923
Cet article présente une liste des films produits en Union soviétique en 1923:

## 1923
| Titre                               | Titre original                   | Réalisateur         |
| ----------------------------------- | -------------------------------- | ------------------- |
| Arsen le Bandit                     | Arsena Kachagi (Разбойник Арсен) | Vladimir Barski     |
| Kombrig Ivanov                      | Комбриг Иванов                   | Alexandre Razoumny  |
| Comic Actress                       | Комедиантка                      | Aleksandr Ivanovsky |
| The Fight for the Ultimatum Factory | Борьба за Ультиматум             | Dmitri Bassalygo    |
| Le Journal de Gloumov               | Дневник Глумова                  | Sergueï Eisenstein  |
| Semya Gribushinykh                  | Семья Грибушиных                 | Alexandre Razoumny  |
| In the Pillory                      | У позорного столба               | Amo Bek-Nazarov     |
| Kino-pravda vol. 14-17              | Кино-правда                      | Dziga Vertov        |
| Poslednyaya stavka mistera Ennioka  | Последняя ставка мистера Энниока | Vladimir Gardine    |
| Katsi katsistvis mgelia             | Человек человеку волк            | Ivan Perestiani     |
| Tsiteli eshmakunebi                 | Красные дьяволята                | Ivan Perestiani     |
| Le fantôme errant en Europe         | Призрак бродит по Европе         | Vladimir Gardin     |
| Waifs and Strays                    | Беспризорные                     | Vladimir Karin      |